# 브로일러

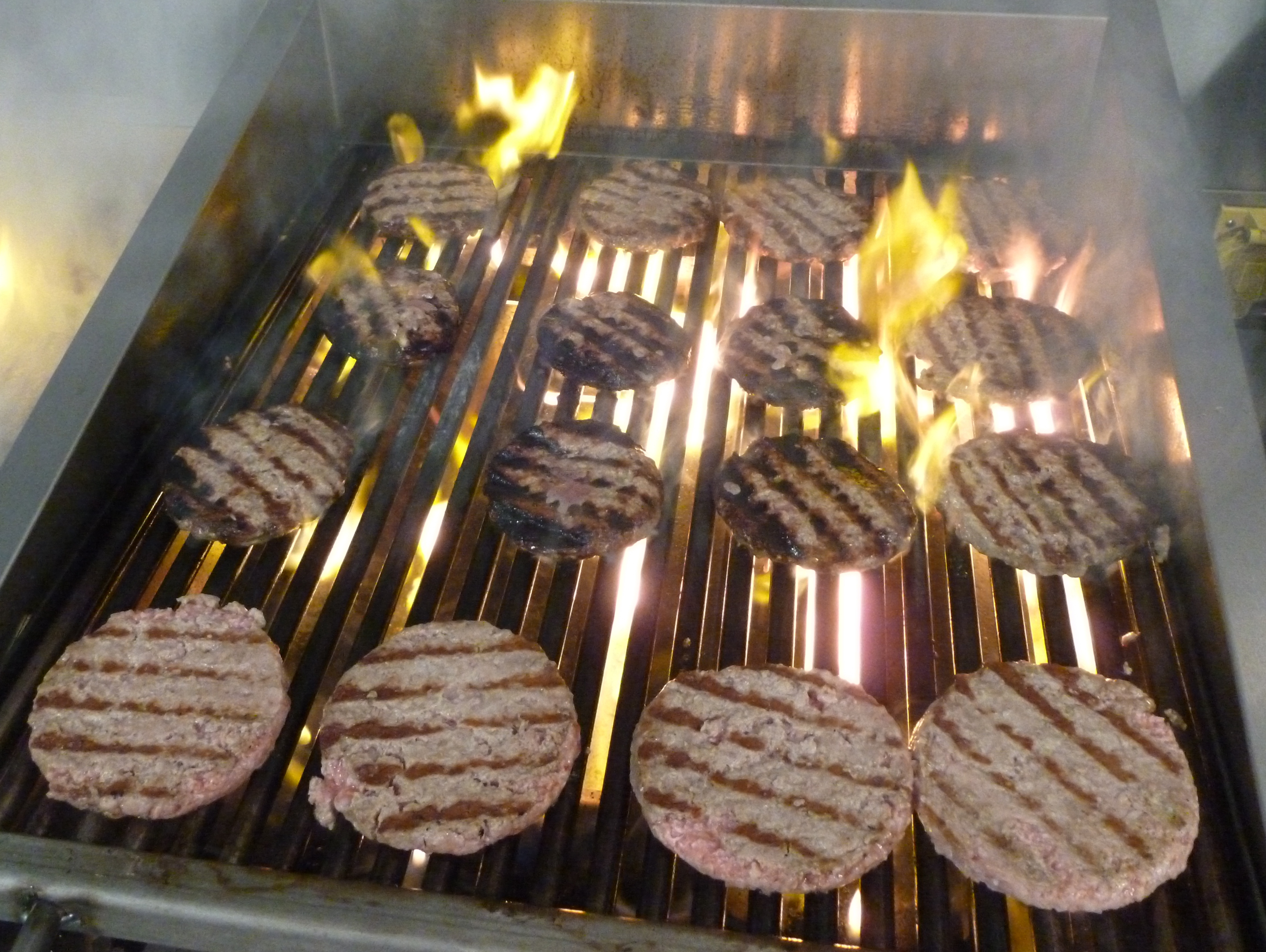
브로일러에서 구워지는 패티

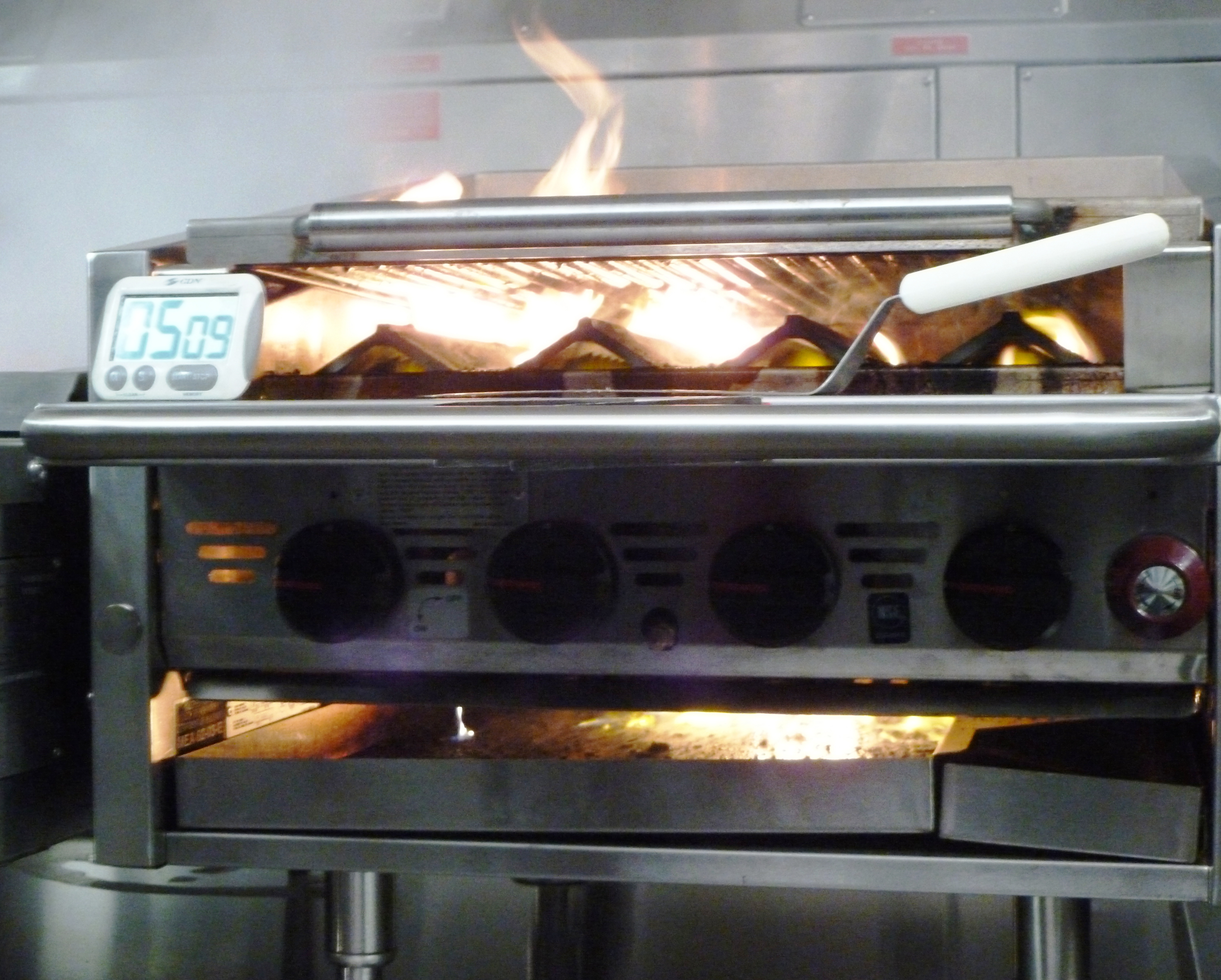
측면에서 바라본 브로일러

브로일러(broiler)는 고기 등을 굽는 조리기구이다. 브로일러에서 조리하는 것을 브로일링(broiling)이라 부른다.

## 같이 보기
- 그릴
- 오븐